# Ðuro Savinović
Ðuro Savinović (Split, 1950. március 1. – Dubrovnik, 2021. február 1.) világ- és Európa-bajnoki bronzérmes jugoszláv válogatott horvát vízilabdázó, edző.

## Pályafutása
1950. március 1-jén született Dubrovnikban. A Jug Dubrovnik játékosa volt, ahol két jugoszláv bajnoki címet szerzett a csapattal. Tagja volt az 1980–81-es idényben BEK-győztes együttesnek. 156 alkalommal szerepelt a jugoszláv válogatottban. Az 1973-as belgrádi világbajnokságon és az 1974-es bécsi Európa-bajnokságon bronzérmet szerzett az együttessel. Részt vett az 1976-os montréali olimpián, ahol ötödik helyezést ért el a csapattal.

### Edzőként
1983 és 1989 között volt klubja, a Jug Dubrovnik vezetőedzője volt. Két jugoszláv bajnoki címet és egy kupagyőzelmet szerzett a csapattal. Két alkalommal volt döntős az együttessel a Kupagyőztesek Európa-kupájában. 1989 és 1992 között az olasz Salerno, 1992–93-ban a spanyol Las Palmas, 1993 és 1998 között a francia Marseille szakmai munkáját irányította. 1998-ban hazatért és a dubrovniki Bellevue-nál tevékenykedett 2000-es visszavonulásáig.

## Sikerei, díjai

### Játékosként
Jugoszlávia
- Világbajnokság
  - bronzérmes: 1973, Belgrád
- Európa-bajnokság
  - bronzérmes: 1974, Bécs

 VK Jug Dubrovnik
- Jugoszláv bajnokság:
  - bajnok (2): 1980, 1981
- Bajnokcsapatok Európa-kupája
  - győztes: 1980–81

### Edzőként
VK Jug Dubrovnik
- Jugoszláv bajnokság:
  - bajnok (2): 1983, 1985
- Jugoszláv kupa
  - győztes: 1983
- Kupagyőztesek Európa-kupája
  - döntős (2): 1984–85, 1987–88